# جاده ۲۷ (ایران)
جاده ۲۷، جاده‌ای در استان آذربایجان شرقی ایران است که تبریز را به اهر و بعد از ان به خمارلو متصل می‌کند.